# Falguière (stanice metra v Paříži)
Falguière je nepřestupní stanice pařížského metra na lince 12 v 15. obvodu v Paříži. Nachází se pod náměstím Place Camille Claude, kde se kříží ulice Rue de Vaugirard, pod kterou vede linka 12, Rue Falguière a Rue du Cherche-Midi.

## Historie
Stanice byla otevřena 5. listopadu 1910 jako součást prvního úseku linky A, kterou provozovala společnost Compagnie Nord-Sud, a která vedla od Porte de Versailles do Notre-Dame-de-Lorette. Po sloučení se společností Compagnie du Métropolitain de Paris obdržela linka v roce 1930 číslo 12.

## Název
Jméno stanice je odvozeno od názvu ulice Rue Falguière. Alexander Falguière (1831–1900) byl francouzský sochař.

## Vstupy
Stanice má jen jeden vchod na Place Camille Claude.